# Fachlandkarte
Eine Fachlandkarte ist eine vereinfachende grafische Übersicht komplexer Zusammenhänge, die auf dem Konzept der kognitiven Karte aufbaut. Fachlandkarten werden z. B. in der Didaktik (zur strukturierten Darstellung der Inhalte von Lehrveranstaltungen) und Informatik (zum Überblick über Software-Funktionen) genutzt.